# دیرک برمسر
دیرک برمسر (انگلیسی: Dirk Bremser؛ زادهٔ ۱ اکتبر ۱۹۶۵) بازیکن فوتبال اهل آلمان است.
از باشگاه‌هایی که در آن بازی کرده‌است می‌توان به باشگاه فوتبال هولشتاین کیل، باشگاه فوتبال بوخوم، باشگاه فوتبال اوردینگن ۰۵، باشگاه فوتبال هرتابرلین، و باشگاه فوتبال دویسبورگ اشاره کرد.